# 双环维林
双环维林（也称作双环胺，商品名有：Bentyl等）是一种有机化合物，分子式C19H35NO2，带有两个环己基和一个二乙氨基基团，主要用于治疗消化道痙攣（如大腸激躁症）等。